# Halichondria modesta
Halichondria modesta är en svampdjursart som först beskrevs av Gustavo Pulitzer-Finali 1986.  Halichondria modesta ingår i släktet Halichondria och familjen Halichondriidae.
Artens utbredningsområde är Jamaica. Inga underarter finns listade i Catalogue of Life.